# Estación Santa Fe (Región de Antofagasta)
Santa Fe fue una estación de ferrocarril que se hallaba en el Desierto de Atacama de la Región de Antofagasta de Chile. Fue parte del Longitudinal Norte y actualmente se encuentra inactiva.

## Historia
La estación fue construida como parte del ferrocarril Longitudinal Norte, el cual inició sus obras en 1911 y fue entregado para su operación en el tramo Pintados-Baquedano en junio de 1913; en 1912 la estación Santa Fe ya estaba construida junto con la de Quillagua. Según Santiago Marín Vicuña, la estación se encontraba ubicada a una altitud de 1033 m s. n. m.
La estación aparece en mapas oficiales de 1929, sin embargo ya no aparece consignada en publicaciones turísticas de 1949, así como tampoco en mapas de 1962, lo que indica su clausura antes de dicha época. En abril de 1936 había sido autorizado el traslado de las bodegas de la estación Santa Fe —construidas en 1930— hasta la estación Altamira.
Si bien la estación ya no se encontraba operativa, fue suprimida de manera formal el 15 de enero de 1979. Las vías del Longitudinal Norte fueron traspasadas a Ferronor y privatizadas, mientras que la estación fue abandonada y actualmente no quedan rastros de ella.